# 908

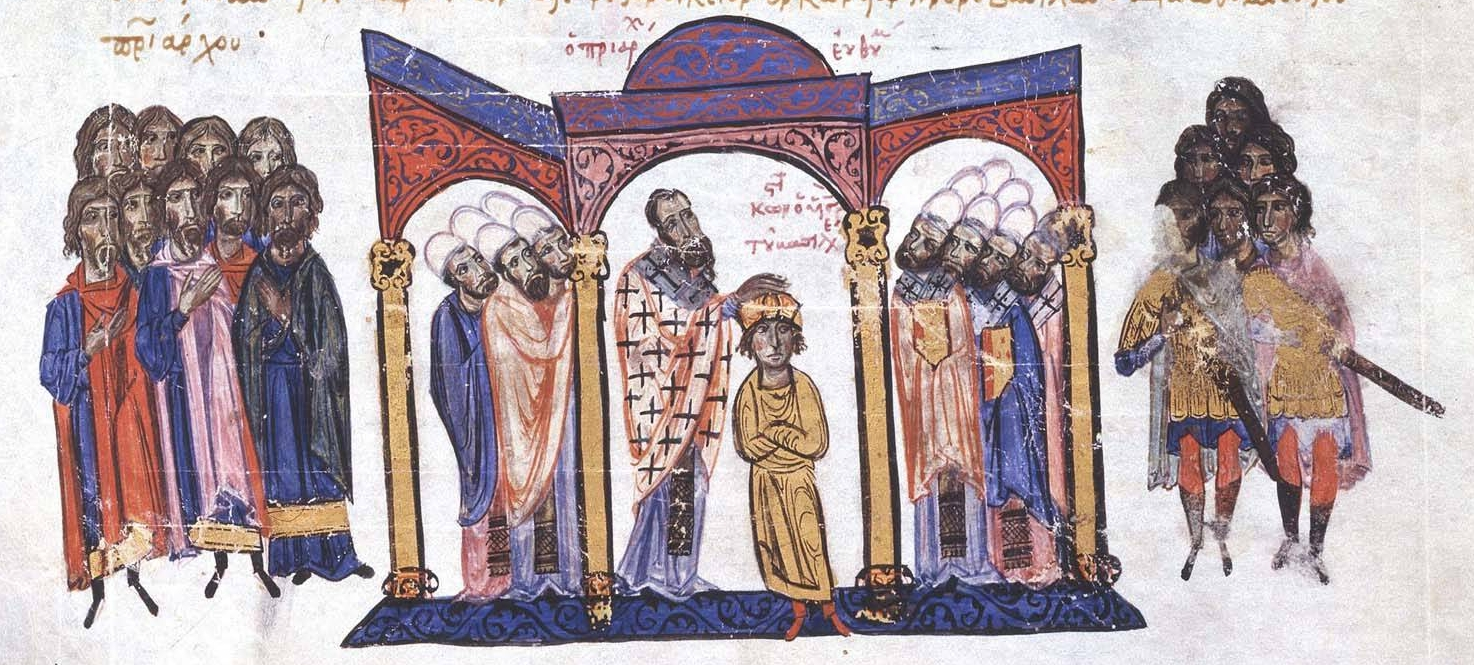
Kroning van Constantijn VII als medekeizer

Het jaar 908 is het 8e jaar in de 10e eeuw volgens de christelijke jaartelling.

## Gebeurtenissen

### Byzantijnse Rijk
- Keizer Leo VI ("de Wijze") laat in Constantinopel zijn 3-jarige zoon Constantijn VII tot medekeizer kronen van het Byzantijnse Rijk. Tijdens de ceremonie in de Hagia Sophia wordt Constantijn (symbolisch) gekroond met de keizerskroon en benoemd tot Leo's troonopvolger.

### Europa
- Zomer - De Magyaren voeren een plunderveldtocht in Thüringen en Saksen. Een Oost-Frankisch leger wordt bij Eisenach (huidige Duitsland) vernietigend verslagen.
- Fulco I van Anjou moet het burggraafschap van Tours (Midden-Frankrijk) opgeven. Theobald de Oude, de stamvader van de Theobalders, volgt hem op.

### China
- Keizer Taizu laat de 15-jarige Aidi (de laatste heerser van de Tang-dynastie) vergiftigen.

## Religie
- Het Kruis van Covadonga ("Kruis van de Overwinning") wordt geschonken aan de kathedraal van Oviedo (Noord-Spanje).

## Geboren
- Æthelwold, Angelsaksisch bisschop (waarschijnlijke datum)
- Ibrahim ibn Sinan, Arabisch wiskundige (overleden 946)
- Thankmar, Frankisch prins (waarschijnlijke datum)

## Overleden
- 3 augustus - Rudolf I, bisschop van Würzburg
- Aidi (15), keizer van het Chinese Keizerrijk
- Remigius van Auxerre, Frankisch theoloog